# Rio dos Porcos
Le rio dos Porcos est une rivière brésilienne du sud de l'État de Santa Catarina, affluent du rio Araranguá.
Il naît sur le territoire de la municipalité d'Içara. Il s'écoule vers le sud-ouest et se jette dans le rio Araranguá non loin de la localité d'Hercílio Luz.